# 王剑岳

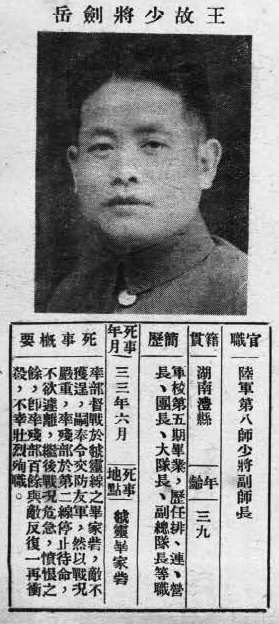
《抗戰軍人忠烈錄》（第一輯）中的王劍岳烈士遺像

王剑岳（1906年—1944年6月10日），原名王师，湖南澧县人，毕业于黄埔军校五期工兵科。历任国民革命军连长、团长、大队长、总队长。1944年任陆军8师少将副师长，1944年6月10日在灵宝战役中阵亡于河南灵宝毕家寨（今河南省三门峡市灵宝市函谷关镇长安寨村）。